# 绀野秀树
绀野秀树（日语：／ Konno Hideki，1965年5月13日—）是日本任天堂公司的一位游戏監督、制作人。绀野秀树毕业于日本电子专门学校，1986年加入任天堂，长期担任马里奥赛车系列的首席制作人。2015年，他开始在任天堂企划制作本部负责手机游戏项目。

## 作品
- 梦工厂悸动恐慌 （1987） — 助理監督，游戏设计师
- 超级马里奥兄弟USA （1988） — 助理監督，游戏设计师
- 冰球 （1988） — 總監
- 超级马里奥兄弟3 （1988） — 助理監督，角色设计
- 超级马里奥世界 （1990） — 地图監督
- 模拟城市 （1990） — 總監
- 超级马里奥赛车 （1992） — 總監
- 超级马里奥 耀西岛 （1995） — 總監
- 马里奥赛车64 （1996） — 總監
- 耀西故事 （1997） — 系统總監
- F-Zero X 未来赛车 （1998） — 顾问
- 马里奥赛车Advance （2001） — 总监
- 路易吉洋樓 （2001） — 總監
- 塞尔达传说 风之杖 （2002） — 总监
- Geist （2005） — 制作人
- 任天狗狗 （2005） — 制作人
- 马里奥赛车DS （2005） — 制作人
- 瑪利歐賽車Wii （2008） — 制作人
- 任天猫狗 （2011） — 制作人
- 任天堂3DS （2011） - 制作人
- 瑪利歐賽車7 （2011） — 制作人
- 瑪利歐賽車8 （2014） — 制作人
- 火焰之纹章 英雄 （2017） — 制作人
- 马力欧卡丁车8 豪华版 （2017） — 制作人
- 动物森友会 口袋露营广场 （2017） — 制作人
- Dragalia Lost ～失落的龙约～ （2018） — 制作人
- 瑪利歐醫生世界 （2019） — 制作人
- 马里奥赛车巡回赛 （2019） — 制作人